# Щенников, Гурий Константинович
Гу́рий Константи́нович Ще́нников (17 декабря 1931, Челябинск — 7 сентября 2010, Санкт-Петербург) — советский и российский литературовед, доктор филологических наук (1982), профессор (1983). Заслуженный деятель науки Российской Федерации (1995).

## Биография
В 1955 году окончил филологический факультет Уральского университета (УрГУ). С 1963 по 2006 год работал на кафедре русской и зарубежной литературы (позже — русской литературы) Уральского университета (ассистент, доцент, профессор). В 1966 году защитил в МГУ кандидатскую диссертацию «Противоречия художественного метода и принципы психологизма в творчестве Достоевского 60-х годов». В 1975—1977, 1979—1993, 1999—2006 — заведующий кафедрой русской литературы УрГУ.
С 1974 по 1977 и с 1983 по 1988 годы — декан филологического факультета УрГУ. Доктор филологических наук (1979, диссертация «Ф. М. Достоевский и русский реализм 1860—1870 годов»). В 1993—1999 годах заведовал кафедрой русской и зарубежной литературы Челябинского университета. С 2006 года на филологическом факультете ЛГУ им. А.С. Пушкина.
Действительный член Петровской академии наук и искусств. Награждён несколькими медалями, Почётным знаком Минвуза РСФСР.
Супруга — литературовед Л. П. Щенникова (род. 1948).
Умер 7 сентября 2010 года. Похоронен на Кузьминском кладбище.

## Научная деятельность
Г. К. Щенников принадлежит к числу крупнейших специалистов по творчеству Ф. М. Достоевского. Академик РАН Г. М. Фридлендер полагал, что его монография «Достоевский и русский реализм» «может быть с полным правом причислена к высшим достижениям советской историко-литературной науки 80-х годов в целом».
В 1990-х годах Г. К. Щенников организовал широкую группу российских ученых, работающих над проблемой «Достоевский и русская культура». Результатом этой работы явились книги «Творчество Достоевского: искусство синтеза» (1991), два выпуска коллективной монографии «Достоевский и национальная культура» (1994—1996) и крупный словарь-справочник «Достоевский: Эстетика и поэтика» (Челябинск, 1997) — 240 статей, в работе над которыми участвовали 37 авторов из различных вузов страны. Г. К. Щенников был также редактором сборника «Русская литература 1870—1890-х гг.».
Под его руководством начато издание полного собрания сочинений Д. Н. Мамина-Сибиряка, а также подготовлено 13 кандидатских и 5 докторских диссертаций.

## Основные работы
- Художественное мышление Ф. М. Достоевского. Свердловск, 1978.
- Достоевский и русский реализм. Свердловск, 1987.
- Роман Ф. М. Достоевского «Братья Карамазовы» как явление национального самосознания. Челябинск, 1996.
- Щенников Г. К. Целостность Достоевского. — Екатеринбург: Изд-во Уральского ун-та, 2001. — 440 с. — 500 экз. — ISBN 5-7525-0986-6.
- История русской литературы XIX века (70-90-е годы). М., 2005 (в соавт. с Л. П. Щенниковой)